# 馬耳他本德 (密蘇里州)
馬耳他本德（英語：Malta Bend）是位於美國密蘇里州薩林縣的城市。

## 人口
根據2020年美國人口普查的數據，馬耳他本德的面積為0.65平方千米，皆為陸地。當地共有人口187人，而人口密度為每平方千米288人。